# Richard L. Hay
Richard LeRoy Hay (* 29. April 1926 in Goshen, Indiana; † 10. Februar 2006 in Tucson, Arizona) war ein US-amerikanischer Geologe und bis 1997 Hochschullehrer für Geologie an der University of Illinois at Urbana-Champaign. Ab 1962 erforschte er zwölf Jahre lang die Geologie der Olduvai-Schlucht und erarbeitete so u. a. die Grundlagen für die Altersbestimmung der zahlreichen Fossilienfunde in diesem Gebiet.

## Leben
Richard L. Hay war der Sohn des Zahnarztes Edward Hay und dessen Ehefrau Angela. Sein Studium der Geologie schloss er an der Northwestern University 1946 mit dem Bachelor-Grad und 1948 mit dem Master-Grad ab, 1952 erwarb er an der Princeton University den Doktorgrad. Es folgten zwei Jahre Dienst im United States Army Corps of Engineers, 1955 nahm er eine Stelle als Assistant Professor an der Louisiana State University in Baton Rouge an. Es folgten 1957 eine Berufung zum Associate Professor an der University of California, Berkeley und später zum Professor in Berkeley. 1983 wurde ihm die Ralph-Grim-Professur an der University of Illinois at Urbana-Champaign zuerkannt, die er danach bis 1997 innehatte. Nach seiner Pensionierung lebte er in Tucson, Arizona, wo er ehrenamtlich an der University of Arizona sein Wissen in Seminaren für die Studierenden einbrachte.
Hay starb Anfang 2006 zuhause an den Folgen einer Lungenfibrose. Er hinterließ seine Ehefrau Lynn und einen Sohn.

## Forschung
In einem Nachruf der Geological Society of America wurde herausgestellt, Hay sei in Fachkreisen insbesondere als Experte auf dem Gebiet der Petrologie – und hier speziell der Sedimente und Sedimentgesteine und deren Bedeutung für die Paläontologie – bekannt geworden. So habe er zwischen 1962 und 1974 auf Einladung von Mary Leakey and Louis Leakey die Grundstruktur der geologischen Schichten der Olduvai-Schlucht und der benachbarten Fundstelle Laetoli aufgeklärt und wesentlich dazu beigetragen, dass u. a. der zunächst Zinjanthropus benannte Schädel OH 5 von Paranthropus boisei glaubwürdig datiert werden konnte.
Hay galt ferner als Experte für das Entstehen von Zeolithen, die beispielsweise zur Altersbestimmung für vulkanischem Gestein genutzt werden können.

## Schriften (Auswahl)
- Geology of the Olduvai Gorge. A study of sedimentation in a semiarid basin. University of California Press, Berkeley, CA, 1976.
- mit Mary Leakey: The Fossil Footprints of Laetoli. In: Scientific American. Band 246, Nr. 2, 1982, S. 50–57, doi:10.1038/scientificamerican0282-50.
- mit Ronald K. Stoessell: Sepiolite in the Amboseli Basin of Kenya: A New Interpretation. In: Developments in Sedimentology. Band 37, 1984, S. 125–136, doi:10.1016/S0070-4571(08)70032-3.
- Geology of the Laetoli area. In: Mary Leakey und John M. Harris (Hrsg.): Laetoli: A Pliocene site in Northern Tanzania. Clarendon Press, Oxford 1987, S. 23–47.
- Olduvai Gorge: A case history of the interpretation of hominid paleoenvironments in East Africa. In: Léo F. Laporte (Hrsg.): Establishment of the Geological Framework of Paleoanthropology. Geological Society of America, Boulder, CO., Special Paper 242, 1990, S. 23–37.
- mit T. Kurtis Kyser: Chemical sedimentology and paleoenvironmental history of Lake Olduvai, a Pliocene lake in Northern Tanzania. In: Geological Society of America Bulletin. Band 113, Nr. 12, 2001, S. 1505–1521, doi:10.1130/0016-7606(2001)113<1505:CSAPHO>2.0.CO;2.

## Belege
1. ↑  Richard L. Hay (1926–2006). Nachruf auf dem Webserver der University of California, Berkeley.
2. ↑  Memorial: Richard L. Hay *52. Nachruf auf dem Webserver der Princeton University.
3. ↑  Memorial to Richard Leroy Hay (1926–2006). Nachruf in: Geological Society of America (Hrsg.): Memorials. Band 35, November 2006, S. 39–43.

| Personendaten    | Personendaten             |
| ---------------- | ------------------------- |
| NAME             | Hay, Richard L.           |
| ALTERNATIVNAMEN  | Hay, Richard LeRoy        |
| KURZBESCHREIBUNG | US-amerikanischer Geologe |
| GEBURTSDATUM     | 29. April 1926            |
| GEBURTSORT       | Goshen, Indiana           |
| STERBEDATUM      | 10. Februar 2006          |
| STERBEORT        | Tucson, Arizona           |